# Vidogosx
Vidogosx (en rus: Видогощь) és un poble de l'óblast de Nóvgorod, a Rússia, segons el cens del 2010 tenia 88 habitants.